# Соколов, Сергей Владимирович (легкоатлет)
Серге́й Влади́мирович Соколо́в (29 марта 1962, Кочкор-Ата, Тянь-Шанская область — 8 марта 2021, Прилуки) — советский легкоатлет (спринт), чемпион и призёр чемпионатов СССР, чемпион Европы, победитель соревнований «Дружба-84», Заслуженный мастер спорта СССР (1982).

## Биография
Когда его семья переехала в Прилуки, Соколов стал заниматься в детско-юношеской спортивной школе под руководством Заслуженного тренера Украины В. И. Моляра. Учился в местной школе № 14. 
В 1977 году стал серебряным призёром чемпионата Украины среди юношей в беге на 100 метров. После восьми классов начал учиться в спортивном интернате в Киеве. В годы учёбы был многократным чемпионом и призёром чемпионатов СССР в беге на 100 и 200 метров среди школьников.
В 1980 году на соревнованиях в Сантьяго-де-Куба выполнил норматив мастера спорта СССР. В 1981 году на чемпионате Европы среди юниоров в Утрехте завоевал серебряные медали в беге на 100 м и эстафете 4×100 м, выполнив норматив мастера спорта СССР международного класса.
Двенадцать раз становился победителем всевозможных всесоюзных соревнований в спринте, а также в эстафетеэстафете 4×100 м. Выступал за юношескую и юниорскую сборные команды страны. 
С 1979 по 1985 год являлся членом сборной СССР по лёгкой атлетике. 
В острой борьбе сумел стать чемпионом Европы на чемпионате Европы по лёгкой атлетике 1982 года в Афинах в эстафетном беге 4×100 м. За это достижение ему было присвоено звание Заслуженного мастера спорта СССР. Участвовал в чемпионате мира по лёгкой атлетике 1983 года Хельсинки. 
За время своей спортивной карьеры семь раз становился чемпионом СССР. 
В 1986 году из-за надрыва связок ахиллова сухожилия оставил большой спорт. 
Работал заведующим сектора по физической культуре и спорту управления образования Прилуцкого городского совета. 
Умер в марте 2021 года в городе Прилуки Черниговской области.

## Спортивные результаты
- Чемпионат Европы по лёгкой атлетике среди юниоров 1981 года —  (Бег на 200 метров);
- Чемпионат Европы по лёгкой атлетике среди юниоров 1981 года —  (Эстафета 4×100 метров);
- Чемпионат СССР по лёгкой атлетике среди юниоров 1981 года —  (Эстафета 4×100 метров);
- Чемпионат СССР по лёгкой атлетике среди юниоров 1981 года —  (Эстафета 4×200 метров);
- Чемпионат СССР по лёгкой атлетике 1982 года —  (Бег на 200 метров);
- Чемпионат СССР по лёгкой атлетике в помещении 1983 года —  (Бег на 200 метров);
- Лёгкая атлетика на летней Спартакиаде народов СССР 1983 года —  (Бег на 200 метров);
- Чемпионат Украинской ССР по лёгкой атлетике в помещении 1977 года —  (Бег на 100 метров).